# Black Knights
Black Knights, rockabillyband från Kilafors, Hälsingland grundat i mitten på 1980-talet. Medlemmarna har tidigare varit aktiva under bl.a. namnen Thomas Steel and the Steelcramphs, Sneaky Pete and his Hamtrank Home Brewers, Sideburns, Little Green Men, 
Tom Powder & the Portfires, Crossfire and Shotgun.
2014 släpper Black Knights ett nytt album, Gold Teeth and Silvercharms på ILEN RECORDS. Låtarna i detta album är skrivna av Thomas Gahn och Jens Runesson.

## Medlemmar
- Thomas Gahn (Tom Powder) – gitarr, sång
- Jens Runesson (Jesse James) – bas, sång
- Lasse Jonsson (Dickie Dirtwater) – trummor

## Diskografi
Studioalbum
- Sweet Spirit Of Dixie (LP/CD 1988)
- Town Of Rock & Roll (LP/CD 1992)
- Old Rock Boogie (10" vinyl picture disc 2004)
- Lost Knights Return! (CD 1998)
- Yonder Comes a Sucker (CD 2000)
- Jack in the Box (CD 2004)
- Goldteeth & Silvercharms (CD 2014)

EP
- Nightmares (7" vinyl 1999)
- Black Knights (7" vinyl)

Singlar
- "Ready for Love" / "Sea Of Heartbreak" (7" vinyl 1990)
- "Wildcat Tamer" / "School of Rock & Roll" (7" vinyl)

Samlingsalbum
- 20 Years Of Highlights & Blackouts (CD 2001)

Annat
- Rockers Of The Round Table (div. artister, hyllning till Black Knights) (CD 2011)